# Hood River
Hood River az Amerikai Egyesült Államok északnyugati részén, Oregon állam Hood River megyéjében helyezkedik el, egyben a megye székhelye is. A 2010. évi népszámláláskor 7167 lakosa volt. A város területe 8,68 km², melyből 2,07 km² vízi.

## Történet
A települést eredetileg Dog Rivernek hívták. A Hood River nevet Mary Coe adta, postahivatalát 1858. szeptember 30-án alapították. Hood River városi rangot 1895-ben kapott. Eredetileg Wasco megyéhez tartozott, majd az 1908-as megyerendezés után az új Hood River megye székhelye lett.

## Éghajlat
Hood Rivert nyugaton a mérsékelt, keleten pedig a száraz éghajlat határolja, így telei esősek, nyarai pedig melegek. Az átlagos csapadékmennyiség kevesebb a Willamette-völgy többi részéhez képest. Jellemzőek az erős szelek.
Az éves átlaghőmérséklet (főleg az éjszakai) kevesebb, mint a hasonló magasságon, vagy alacsonyabban fekvő oregoni településeké; ennek oka a környező hegyek hatása. A nyári időjárás Portlandéhoz, a téli pedig The Dalleséhoz hasonlít.
| Hónap                                                                   | Jan.  | Feb.  | Már.  | Ápr. | Máj. | Jún. | Júl. | Aug. | Szep. | Okt. | Nov.  | Dec.  | Év    |
| ----------------------------------------------------------------------- | ----- | ----- | ----- | ---- | ---- | ---- | ---- | ---- | ----- | ---- | ----- | ----- | ----- |
| Rekord max. hőmérséklet (°C)                                            | 17,2  | 20,0  | 27,2  | 32,2 | 38,9 | 40,6 | 41,7 | 42,2 | 37,8  | 31,7 | 20,6  | 18,9  | 42,2  |
| Átlagos max. hőmérséklet (°C)                                           | 5,6   | 8,4   | 12,7  | 16,2 | 20,4 | 23,6 | 27,6 | 27,9 | 24,5  | 17,5 | 9,7   | 4,6   | 16,6  |
| Átlaghőmérséklet (°C)                                                   | 2,3   | 3,8   | 7,2   | 10,0 | 13,8 | 16,8 | 20,0 | 19,8 | 16,1  | 10,4 | 5,4   | 1,6   | 10,6  |
| Átlagos min. hőmérséklet (°C)                                           | −1,0  | −0,8  | 1,6   | 3,8  | 7,1  | 10,2 | 12,4 | 11,8 | 7,7   | 3,3  | 1,2   | −1,4  | 4,7   |
| Rekord min. hőmérséklet (°C)                                            | −28,9 | −29,4 | −12,8 | −5,6 | −3,3 | 0,0  | 2,8  | 2,2  | −3,3  | −9,4 | −20,6 | −23,3 | −29,4 |
| Átl. csapadékmennyiség (mm)                                             | 132   | 101   | 76    | 45   | 33   | 22   | 7    | 8    | 24    | 57   | 137   | 152   | 794   |
| Forrás: Nemzeti Óceán- és Légkörkutatási Hivatal és The Weather Channel |       |       |       |      |      |      |      |      |       |      |       |       |       |

## Népesség

### 2010
A 2010-es népszámláláskor a városnak 7167 lakója, 2972 háztartása és 1728 családja volt. A népsűrűség 1085,9 fő/km2. A lakóegységek száma 3473, sűrűségük 526,2 db/km2. A lakosok 62,9%-a fehér, 0,5%-a afroamerikai, 0,6%-a indián, 1,5%-a ázsiai, 0,1%-a a Csendes-óceáni szigetekről származik, 7,4%-a egyéb, 3%-a pedig kettő vagy több etnikumú. A spanyol vagy latino származásúak aránya 24,4% (22% mexikói,  0,2% kubai, 2,2% egyéb spanyol vagy latino származású.)
A háztartások 31,3%-ában élt 18 évnél fiatalabb. 43,2% házas, 11% egyedülálló nő, 4% egyedülálló férfi, 41,9% pedig nem család. 33,4% egyedül élt; 14%-uk 65 éves vagy idősebb. Egy háztartásban átlagosan 2,39 személy élt; a családok átlagmérete 3,12 fő.
A medián életkor 36,3 év volt. A város lakóinak 25,9%-a 18 évesnél fiatalabb, 7,3% 18 és 24 év közötti, 30,6%-uk 25 és 44 év közötti, 23,5%-uk 45 és 64 év közötti, 12,7%-uk pedig 65 éves vagy idősebb. A lakosok 47,9%-a férfi, 52,1%-a pedig nő.

### 2000
A 2000-es népszámláláskor  a városnak 5831 lakója, 2429 háztartása és 1442 családja volt. A népsűrűség 883,6 fő/km2. A lakóegységek száma 2645, sűrűségük 400,8 db/km2. A lakosok 57,65%-a fehér, 0,6%-a afroamerikai, 0,99%-a indián, 1,15%-a ázsiai, 0,19%-a a Csendes-óceáni szigetekről származik, 13,58%-a egyéb-, 2,66%-a pedig kettő vagy több etnikumú. A spanyol vagy latino származásúak aránya 23,17% (19,5% mexikói, 0,1% Puerto Ricó-i, 0,1% kubai, 3,5% pedig egyéb spanyol/latino származású.)
A háztartások 32,3%-ában élt 18 évnél fiatalabb. 44,1% házas, 11,6% egyedülálló nő; 40,6% pedig nem család. 32,8% egyedül élt; 14,8%-uk 65 éves vagy idősebb. Egy háztartásban átlagosan 2,38 személy élt; a családok átlagmérete 3,06 fő.
A város lakóinak 26,2%-a 18 évesnél fiatalabb, 9,7% 18 és 24 év közötti, 32,6%-uk 25 és 44 év közötti, 18,5%-uk 45 és 64 év közötti, 13,1%-uk pedig 65 éves vagy idősebb. A medián életkor 34 év volt. Minden 100 nőre 88,6 férfi jut; a 18 évnél idősebb nőknél ez az arány 87,7.
A háztartások medián bevétele 31 580 amerikai dollár, ez az érték családoknál $35 568. A férfiak medián keresete $31 583, míg a nőké $24 764. A város egy főre jutó bevétele (PCI) $17 609. A családok 12,1%-a, a teljes népesség 17,3%-a élt létminimum alatt; a 18 év alattiaknál ez a szám 28,7%, a 65 évnél idősebbeknél pedig 14,3%.

## Gazdaság
Hood River gazdasága hagyományosan három iparágra épül: mezőgazdaság, turizmus és sport; de a késő 1990-es évek óta a legnagyobb ág a repülőmérnököké (ilyen cégek például az Insitu és a Hood Technologies). Régebben a nyugati part faipari központja volt, emellett sok gyümölcsültetvény is volt itt. A Columbia River Gorge National Scenic Area megjelenésével, és az erdővédelmi rendeleteknek köszönhetően a település a fakitermelésről átállt az alma- és körtetermesztésre. Ma is létezik néhányuk; ezek és egyes borászatok alkotják a Fruit Loopot.
A turisták körében akkor lett népszerű, amikor felfedezték, hogy szörfözésre és kajakozásra alkalmas a hely. Az USA-ban Hood River megye kínálja a legjobb lehetőségeket a hegyi kerékpározásra, síelésre, hegymászásra, kajakozásra, kenuzásra és szörfözésre, valamint elhelyezkedése és mezői, ültetvényei és borászatai is vonzóvá teszik.}
A város adottságai sok média (például National Geographic Adventure, Sunset, Outside, Backpacker, Smithsonian és New York Times) figyelmét felkeltették. Számos pozitív értékelést kapott, hívták „a legjobb kisvárosnak” és „Amerika ötödik legjobb síparadicsomának”. Szerepelt a CNN „11 ajánlott folyóparti város” című műsorában.
A legnagyobb foglalkoztatók a Hood River Distillers, a Full Sail Brewing Company, egy kézműves sörfőzde, a sportruházattal foglalkozó DaKine és a vegetáriánus ételekre szakosodott Turtle Island Foods. A településen több, mint egy tucat borászat van.

## Művészet és kultúra

### Évente megrendezett események

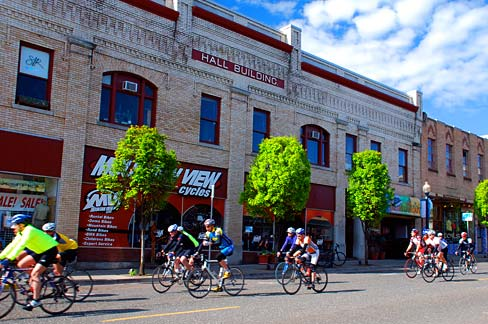
Kerékpárosok

A város éves fesztiváljai az áprilisi Hood River Valley Blossom Festival, valamint az októberi Hood River Hops Fest és Hood River Valley Harvest Fest. A Food & Wine ez utóbbit 2012 egyik legjobb szüreti fesztiváljává választotta. Az augusztusi Gorge Gamesen tíz sportág (például szörf, kiteszörf, kenu és sziklamászás) van jelen, az eseményt a Fox Sports is közvetíti. A településen rendezték a 2009-es US Windsurfing National Championshipset, valamint 2002 és 2013 között a Mount Hood Cycling Classicot.

### Múzeumok és egyéb érdekes helyek

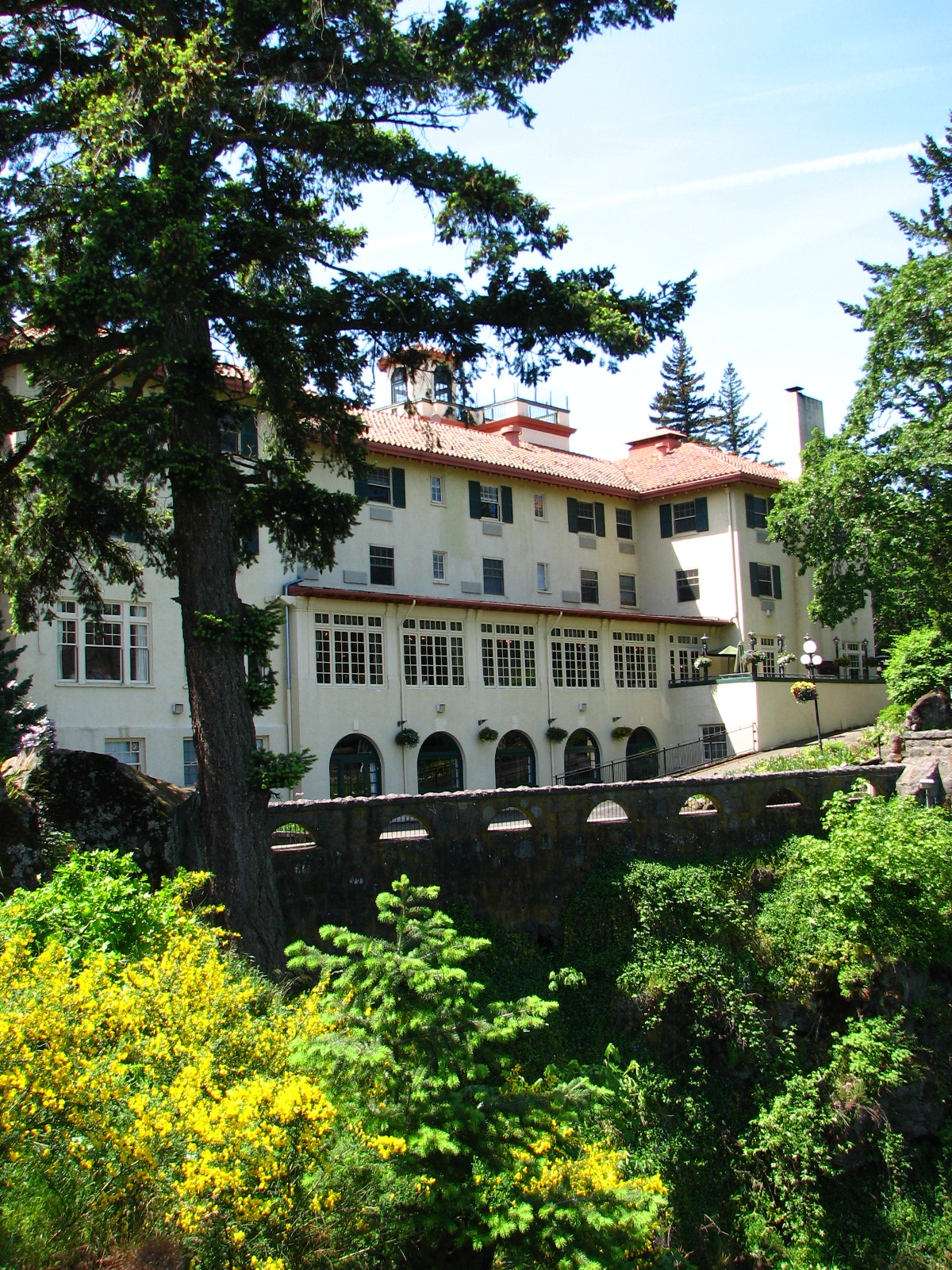
Columbia Gorge Hotel

A városban található a Hood River megyei Történelmi Múzeum, a Körhinták Nemzetközi Múzeuma és a Nyugati Antik Repülők- és Autók Múzeuma. A település több helyszíne is bekerült a történelmi helyek közé, egyik az 1920-ban Simon Benson iparmágnás által emelt Gorge Hotel. Hood River legrégebbi épülete Ezra L. Smith háza, amely 1868-ban épült családja számára. Smith aktívan részt vett az állami politikában és a mezőgazdasági fejlesztések koordinálásában, valamint a város adminisztrációs ügyeiben, emellett széleskörű banki ismeretekkel is rendelkezett, számos farmer és üzletember jött tanácsot kérni tőle. Az épület később 40 évig ravatalozó volt, ma pedig a Stoltz Vineyards borpalackozó és -kóstoló helye.

## Parkok és pihenés
A település a Mount Hood Scenic Byway és a Historic Columbia River Highway egy nagyobb szakaszának nyugati határa. A város „a sportolók Mekkája”, jó lehetőségeket biztosít szörfözésre, kajakozásra, kenuzásra, síelésre és hegyi kerékpározásra; ezek mindegyike felkeltette országszerte a média (például National Geographic Adventure) figyelmét. A kezdő szörfözőknek The Hook néven védett vízfelületet biztosítanak. Hood Riverben található a Waterfront Park, ahol strand, gördeszkapálya, számos kisebb park, labdasport-pályák és egy 18 lyukas golfpálya helyezkedik el.

## Infrastruktúra

### Oktatás
A város iskolái a Hood River megyei Iskolakerület alá tartoznak. Az Outdoor Classroom Project keretében a Hood River Middle Schoolban kertet, üvegházat, és egy passzív energiafelhasználású zenei és tudományos épületet hoztak létre. Hood Riverben található a The Dalles-i Columbia Gorge Közösségi Főiskola kihelyezett kampusza. A Horizon Christian School egy óvoda és 12 osztályos magániskola. Az intézmény és a Hood River High School tagjai az Oregon School Activities Association sportszervezetnek. A település másik magániskolája a Mid-Columbia Adventist School.

### Közlekedés

#### Közút
Hood Rivert átszeli az Interstate 84 és a 35-ös út.

#### Vasút
Az egykori vasútvonal helyén ma a Mount Hood történelmi vonal üzemel, melyen a kirándulóvonatok mellett a Union Pacific Railroad is közlekednek.

#### Busz
A várost érintő távolsági buszokat a Greyhound Lines üzemelteti, valamint a Columbia Area Transit helyközi buszai naponta háromszor indulnak The Dallesbe, valamint kedden és csütörtökön Portland felé körjáratok üzemelnek.

#### Légi közlekedés
A településen egy repülőtér (Ken Jernstedt futópálya) van, ami csak kisgépeket fogad. A portlandi repülőtér egy órányi autóútra található.

#### Vízi közlekedés
Az 1933-ban alapított kikötő felelős a vízi fejlesztésekért, egyben a repülőtér és a Hood River híd üzemeltetője is.

### Közszolgáltatások
A vízszolgáltatást és a szennyvízkezelést a város biztosítja, a földgázt az NW Natural, az áramot pedig a PacifiCorp szolgáltatja.
Hood Riverben egy kórház (Providence Hood River Memorial Hospital) van.

## Média

### Újságok
A város lapja, az Eagle Newspapers által kiadott Hood River News szerdán és szombaton jelenik meg.
A településen két havi magazin (Columbia Gorge Magazine és The Gorge Magazine) is megjelenik, melyek elsősorban a kikapcsolódással foglalkoznak.

### Rádiók
- KACI-FM 93,5
- KCGB-FM 96,9/105,5
- KIHR AM 1340/FM 98,3
- KMSW FM 92,7/102,9
- KODL AM 1440/FM 99,1
- KOPB-FM 94,3
- KQAC FM 88,1
- KZAS-LP FM 95,1 (Radio Tierra)

### Televízióadók
- CGN-7 (Gorge TV)
- K34KE-D (erősítő, KGW – NBC)
- K38KV-D (erősítő, KOIN – CBS)

## Nevezetes személyek
- Andrew Baldwin – baseballjátékos
- Bobby Smith – baseballjátékos
- Brooke Struck – televíziós szereplő
- Boris Sirpo – hegedűművész, karmester, oktató[33][34]
- Cecil D. Andrus – politikus, Idaho korábbi kormányzója
- Christian Thomas Lee – gitáros
- Damon Knight – sci-fi-szerző
- Deanna Conway – író
- Edward Hill – költő, dalszövegíró és újságtudósító
- George Hitchcock – író, kiadó
- Greg Walden – képviselő
- Jeff Lahti – baseballjátékos
- Kim Peyton – olimpikon
- Marcus William Robertson – háborús veterán
- Minoru Yasui – ügyvéd, civil jogi aktivista
- Sammy Carlson – freestyle síző
- Simeon R. Wilson – politikus, újságszerkesztő
- Suzanne VanOrman – képviselő
- Timothy K. Beal – író, tudós
- Wilbur Donald Wakamatsu – baseballjátékos

## Testvérváros
- Tsuruta, Japán[35]

## Fordítás
Ez a szócikk részben vagy egészben  a   Hood River, Oregon című angol Wikipédia-szócikk ezen változatának fordításán alapul.  Az eredeti cikk szerkesztőit annak laptörténete sorolja fel. Ez a jelzés csupán a megfogalmazás eredetét és a szerzői jogokat jelzi, nem szolgál a cikkben szereplő információk forrásmegjelöléseként.